# Strumigenys anthocera
Strumigenys anthocera är en myrart som beskrevs av John E. Lattke och William Goitia 1997. Strumigenys anthocera ingår i släktet Strumigenys och familjen myror. Inga underarter finns listade i Catalogue of Life.